# Девота
Святая Девота (фр. Sainte Dévote, ок. 283 — ок. 303) — дева, мученица Корсиканская. День памяти — 27 января.
Святая Девота родилась в городе Мариана, Корсика. Она была умучена там же во время великого гонения при императоре Диоклетиане и Максимиане. Иногда её отождествляют с другой корсиканской святой по имени Иулия, которую на латыни именовали Deo devota («посвящённая Богу»). Предание о житии святой Девоты похоже на предания о житии других святых из тех краёв — святой Репараты и святого Тропезия.

## Предание
По преданию святая Девота родилась в Мариане, Корсика, около 283 года. Юная дева решила посвятить себя Богу. По приказу префекта по имени Варвар (Barbarus) она была брошена в тюрьму и приняла мучения за свою веру. Её уста были сокрушены, её тело таскали по камням и колючей ежевике. Святая Девота была умучена в Мариане — её четвертовали или забили камнями.
После кончины святой, губернатор приказал сжечь её тело, дабы оно не стало объектом почитания. Однако оно было спасено от пламени христианами. Тело святой было помещено в корабль, отправлявшийся в Африку. Грациан (Gratianus, Graziano), правивший кораблём, Бенедикт (Benedict, Benenato), священник, и Аполлинарий, его диакон, верили, что там тело святой будет достойно погребено. Однако шторм настиг корабль, и голубка, вылетев из уст святой, повела его в то место, где нынче располагается Ле Гомат (Les Gaumates), часть княжества Монако, где уже тогда стояла часовня святого Георгия.
Её истерзанное тело было найдено рыбаками. В честь святой в Монако была построена часовня, существующая по сей день. Ко дню памяти святой, 27 января, вокруг неё расцветают цветы.

## Часовня Святой Девоты
Часовня святой Девоты впервые упоминается около 1070 года, как принадлежащая монастырю Сен-Пон. Эта часовня много раз перестраивалась и расширялась.

## Почитание в Монако
Сообщалось о многочисленных чудесах, имевших место у могилы святой. Во время нашествия мавров мощи святой Девоты были перенесены для безопасности в монастырь Симье. Впоследствии они вернулись в Монако, в храм, воздвигнутый много позднее Антуаном I, князем Монако.
В 1070 году Антиноп (Antinope), капитан корабля из Флоренции, попытался украсть мощи святой Девоты. По преданию, поднявшийся ужасный ветер не позволил ему покинуть город с мощами. Арестовав его, Уго Гримальди приказал отрезать ему уши и нос. Корабль Антинопа был сожжён на берегу Монако.
В XVI веке к святой Девоте обращались с молитвами во время нашествий генуэзцев и пизанцев. Считается, что независимость Монако была сохранена исключительно благодаря её небесному заступничеству. Конец бубонной чумы в тех краях в 1631 году также связывают с заступничеством святой Девоты, равно как и с изгнанием испанцев в ночь на 17 ноября 1641 года. Галера, захваченная у испанцев, получила новое имя «Девота».

## Распространение почитания святой Девоты
В XVII веке часть мощей святой Девоты была доставлена из Монако в иезуитский храм святого Игнатия на остров Корсика. Между 1727 и 1751 годами предпринимались попытки добиться официального признания Ватиканом покровительства святой Девоты над Корсикой. Был получен отказ, но распространение её почитания продолжалось. Паскаль Паоли организовал в 1757 году недолго просуществовавший Орден святой Девоты во времена борьбы за независимость Корсики.
В 1820 году первый епископ Корсики провозгласил святых Девоту и Иулию святыми покровительницами острова. В 1893 году на Корсике была воздвигнута церковь в её честь. Её почитание было официально подтверждено в 1984 году епископом Аяччо. Новый Римский мартиролог поминает святую Девоту 27 января с описанием: «В Мариане, на острове Корсика, в память о святой Девоте, деве и мученице».
Атрибуты святой — пальма, корона из роз, голубка, лодка, герб Монако, усопшая дева в лодке с голубкой, летящей впереди неё.
Святая Девота почитается как покровительница Корсики, Монако, Дома Гримальди, Марианы, моряков.